# Romulus Ladea

Grupul statuar „Școala Ardeleană” din Cluj, operă a sculptorului Romulus Ladea

Romulus Ladea, cunoscut și ca Romul Ladea, (n. 17 mai 1901, Jitin, Caraș-Severin – d. 27 august 1970, Joița, zona Arcuda, județul Giurgiu) a fost un sculptor român, profesor universitar la Cluj.

## Tinerețea și studiile
Romulus Ladea s-a născut în Banatul românesc, regiune cu puternice tradiții locale în arta, cultura și obiceiurile din România.
După studii secundare la Oravița și studii medii la Școala Superioară de Arte și Meserii din Timișoara, vine la București și în 1921 se înscrie la Academia de Belle Arte unde îl are profesor pe Dimitrie Paciurea, personalitatea reprezentativă a sculpturii si învățământului artistic din România modernă. Debutul artistic este înregistrat în anul 1923 la Expoziția Artelor Plastice de la Cluj. Viziunea autoritară a portretelor expuse  îl impune atenției criticilor din capitala culturală a Transilvaniei, filosoful Lucian Blaga apreciind : „apariția viitorului mare sculptor”. În anul 1924 realizează în bronz două prime monumente de for public: bustul istoricului A.D. Xenopol și bustul eroului Avram Iancu. În această perioadă de început face rodnice popasuri în două călătorii de studii în străinătate, la muzeele și expozițiile din Budapesta, Viena, München, Berlin, Dresda, Paris, experiențe care îi deschid noi  înțelegeri artistice asupra operelor marilor sculptori ai  Renașterii italiene, Donatello și Michelangelo,  și ale sculptorilor epocii moderne, Auguste Rodin și Antoine Bourdelle.

## Pregătirea profesională în străinătate
În 1924-1925 se află la Paris pentru perfecționarea studiilor. Urmează cursurile și lecțiile de sculptură în atelierul unde preda Antoine Bourdelle la Academie de la Grande Chaumiere, academie liberă, faimoasă în lume, în acel timp, datorită explicațiilor didactice și culturale ale maestrului. Urmează cursuri de desen, anatomie artistică și istorie a artei la Academia Julian și la Ecole du Louvre. În primăvara anului 1925 este practicant în atelierul lui Brâncuși din Montparnasse, angajat să lucreze la trei opere ale sculptorului, celebru la acea vreme.
Paralel cu perfecționarea măiestriei continuă studiul operelor de sculptură universală din muzee, face schițe și notări după operele artiștilor contemporani din expozițiile pariziene, Expoziția Internațională Art Deco deschisă în acel an, 1925, fiind hotărâtoare ca informație și influență estetică prin conceptele artei moderne contemporane.

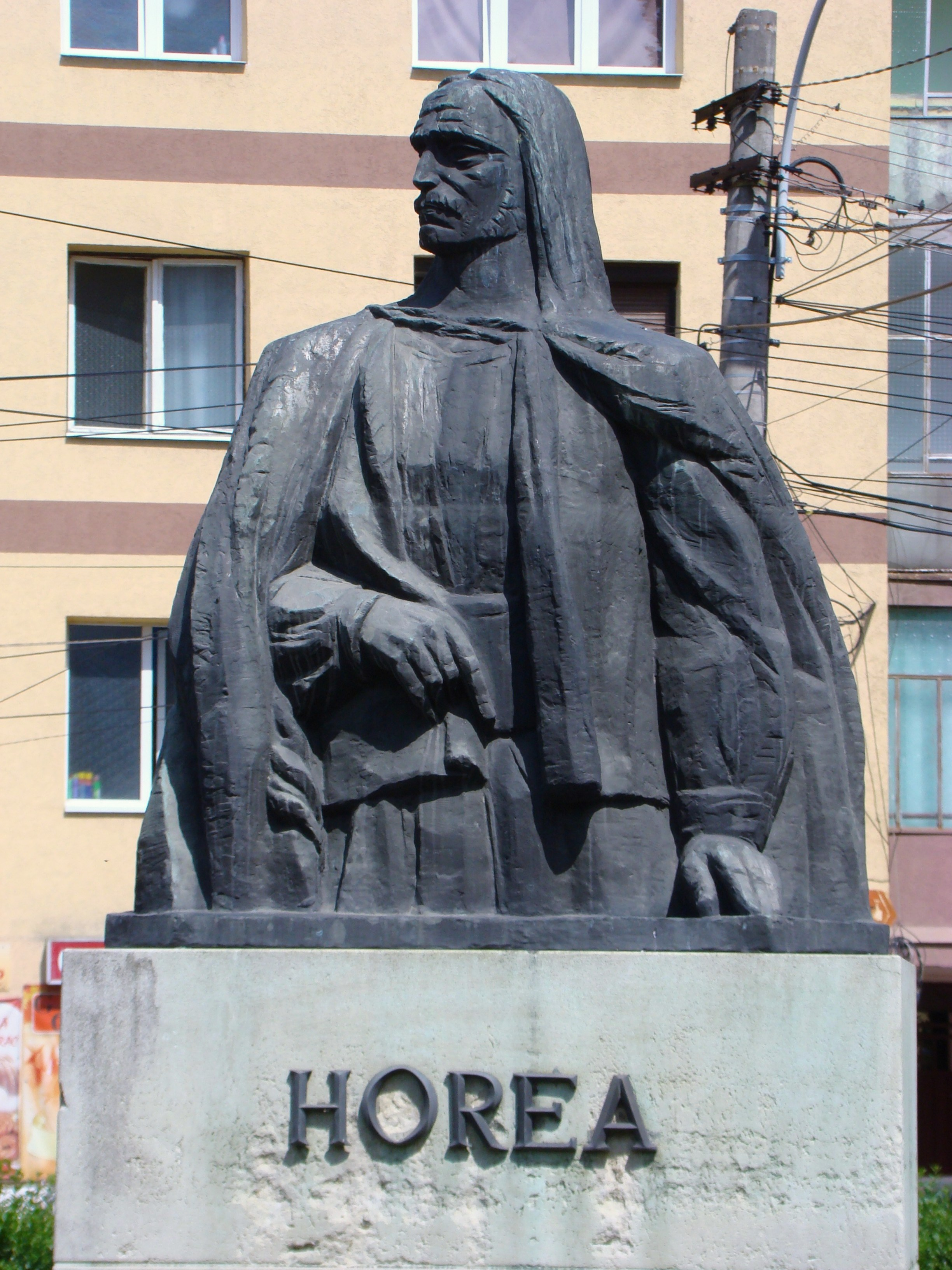
Bustul lui Horea din Piața Gării din Cluj, opera sculptorului Romulus Ladea în anul 1964

Opera lui Ladea a intrat de timpuriu în circuitul marilor valori naționale.
Lucrările sale de artă împodobesc numeroase orașe ale țării.
Opera sa este una profund realistă, care exprimă eroicul ca atitudine de înfruntare a destinului, dar și dragostea, bunătatea, blândețea și grația. Fiind de facto fondatorul școlii românești de sculptură modernă, Ladea a exercitat o influență importantă asupra artei românești.
Alături de participarea consecventă la expoziții de grup și colective, lucrările sale au prezentate publicului în retrospectivele organizate în 1958 la București, și în 1965, la Muzeul de Artă din Cluj.
Înalta prețuire a muncii și a creației sale s-a concretizat în acordarea titlurilor de Artist emerit (1957) și Maestru emerit al artei (1964).

## Familia
A fost tatăl lui Ioan Ladea (n. 17 februarie 1935, Zărnești – d. 2001), medic, autor de cărți despre acupunctură, disident și scriitor român. Acesta a fost cel mai tânăr deținut politic de la Închisoarea Târgșor, având, în momentul arestării, în 1949, doar 13 ani.

## Viziunea artistică

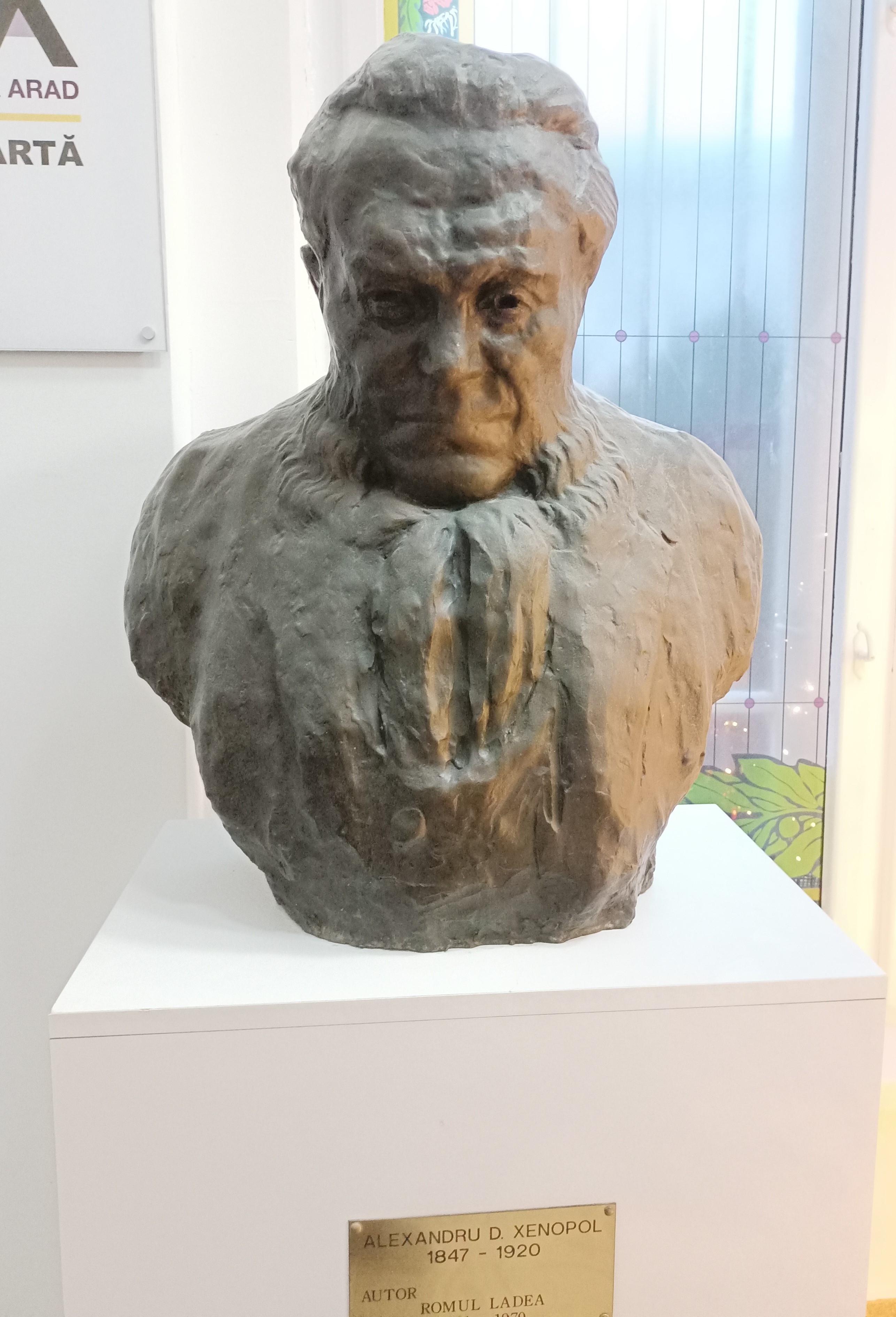
Bustul lui Alexandru D. Xenopol din incinta Bibliotecii Județene „Alexandru D. Xenopol” de la Arad, operă a sculptorului Romulus Ladea

De la prima expoziție personală, Ladea a gândit și a sculptat, din punct de vedere artistic, românește. El s-a străduit să materializeze în lemn și în piatră, semnele majore ale unei spiritualități care ne este specifică, sculptând chipuri de eroi, fapte și idei reprezentative pentru istoria noastră.
Sensul conștient, activ al apartenenței sale la un fond tradițional ce se cere continuat și îmbogățit a fost afirmat nu o dată de către artist: " În realitate, a existat o singură cale pe care am pornit în vremea uceniciei mele artistice și pe care am urmat-o neabătut toată viața mea. Calea aceasta a fost studierea atentă, cu pasiune și cu venerație totodată, a artei noastre populare, dorința permanentă de a înțelege și de a pătrunde până în sensurile ei cele mai adânci atitudinea spirituală atât de caracteristică a omului nostru față de artă și viață."
Romul Ladea este adeseori considerat, de către mulți critici de artă, a fi fost format la "școlile" unor mari sculptori ai secolului 20, așa cum ar fi Constantin Brâncuși și Auguste Rodin, și deci fiind unul dintre continuatorii sculpturii figurative moderne.
Sculptorul încetează din viață la 27 august 1970. În 1971, la Cluj, și la București se organizează mari retrospective ale întregii sale opere.
L-a avut printre alții ca student pe sculptorul Wilhelm Fabini.

## Distincții
- titlul de Artist emerit al Republicii Populare Romîne (15 mai 1957) „pentru merite deosebite în activitatea artistică, pedagogică, precum și în munca din alte domenii ale culturii”[4]
- titlul de Maestru Emerit al Artei din Republica Populară Romînă (18 august 1964) „pentru merite deosebite în activitatea desfășurată în domeniul teatrului, muzicii, artelor plastice și cinematografiei”[5]
- Ordinul „Meritul Cultural” clasa a II-a (26 septembrie 1966) „pentru merite deosebite în activitatea literară, artistică și de răspîndire a culturii naționale, cu prilejul Centenarului Academiei Republicii Socialiste România”[6]
- Ordinul „Meritul Cultural” clasa I (1968) „pentru activitate deosebită în domeniul artelor plastice”[7]

## Opere

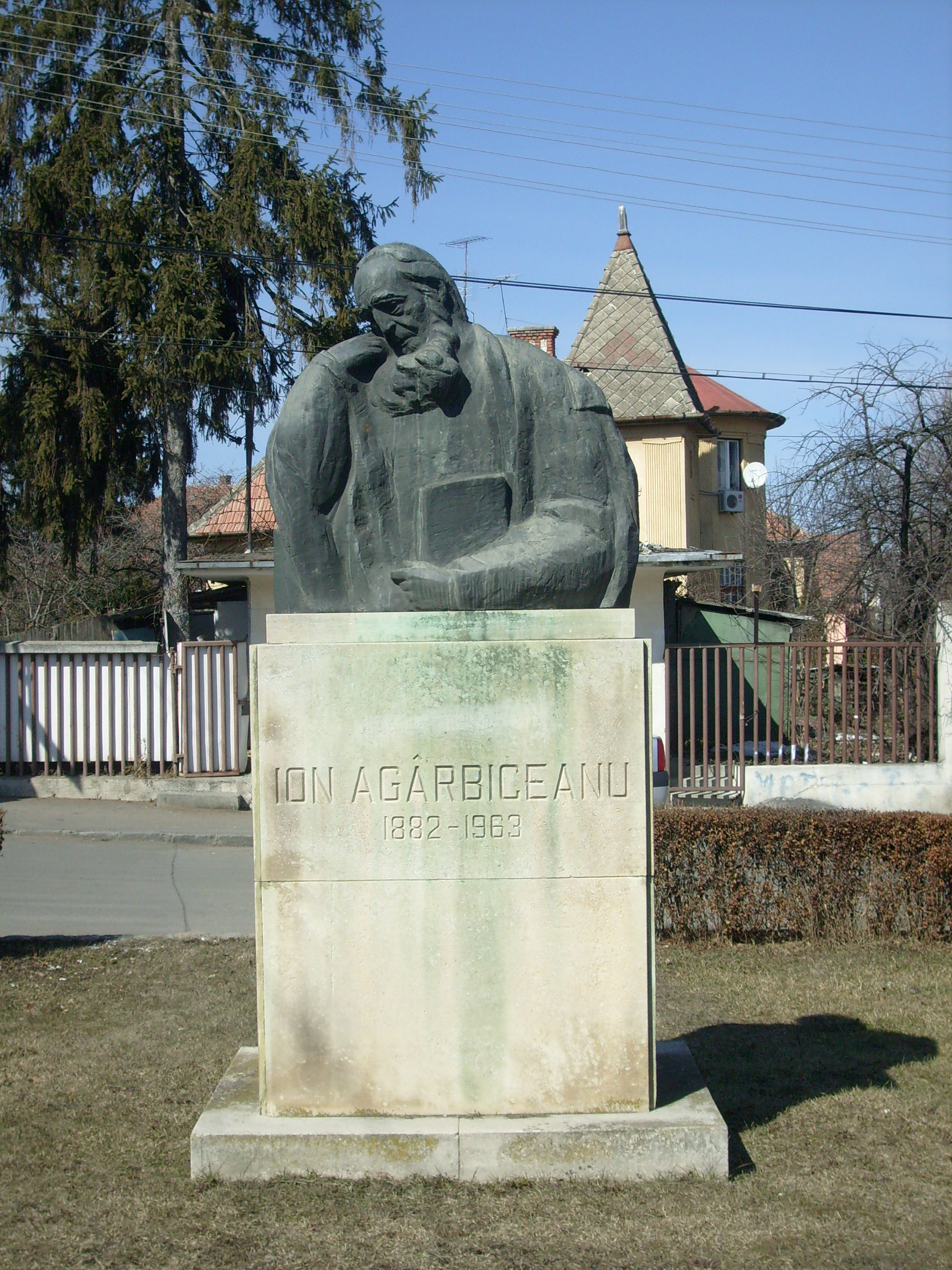
Bustul lui Ion Agârbiceanu din Cluj

- Grupul statuar Școala Ardeleană din Cluj
- Bustul lui Nicolae Balcescu Cluj-Napoca
- Bustul lui Horia din Albac
- Horia, Cloșca și Crișan
- Bustul lui Alexandru D. Xenopol de la Arad
- Simion Bărnuțiu
- Bustul lui Avram Iancu, turnat în bronz, inaugurat la 31 august 1924 la Baia de Criș, cu ocazia centenarului nașterii eroului.[8]
- Țărani bănățeni
- Bătrâni
- Tatăl meu
- Mama mea
- Maternitate
- Cap de copil
- Nuduri
- Avram Iancu de la Vidra și de la Huedin
- Iorgu Iorgovan
- Sándor Petőfi de la Sighișoara
- Busturi și statui ale unor scriitori: Mihai Eminescu, Ion Creangă, Lucian Blaga din Cluj, Liviu Rebreanu din Cluj, Ion Agârbiceanu din Cluj etc.